# 교향곡 3번 (본 윌리엄스)
《교향곡 3번 바장조 ‘전원’》(Symphony No.3 in F major ‘Pastral’)은 본 윌리엄스가 작곡한 3번째 교향곡이다. 1918년에서 1921년까지 작곡됐으며, 전원교향곡이라는 제목으로 되어 있으나, 통상적으로 교향곡 3번이라고 번호를 붙었다. 베토벤의 〈교향곡 6번〉, 글라주노프의 〈교향곡 7번〉과 함께 전원(田園)이라는 부제가 부쳐있다.

## 작곡, 해설
본 윌리엄스가 〈교향곡 2번 ‘런던’〉을 완성하여 발표한 1914년에 유럽은 제1차 세계대전의 소용돌이 속에 휩싸인다. 그는 포병 장교로서 프랑스 전선에 참전한 관계로 그 후 약 4년동안 그의 음악 활동은 중단된다. 종전 후에 귀국하여 왕립 음악원의 교수로 복직한 후 이 3번 교향곡의 작곡에 착수한다. 그리하여 1921년에 완성한 후 이듬해 1월 26일에 초연을 본 이 작품은 2번 교향곡 이후의 대작으로서, 그의 명성을 확고부동한 것으로 만든 작품이다. 이 작품은 2번 교향곡보더 덜 형식적이므로, 다소 교향시적 인상을 주지만, 베토벤, 글라주노프의 〈전원(田園)〉과 같은 표제적 혹은 묘사적 내용은 찾아볼 수 없는 절대음악적 교향곡이다. 이 작품은 근대 영국 음악의 이정평표를 마련한 것으로서, 수많은 영국 비평가들은 이것을 근대 영국의 하나의 걸작으로 평가한다. 뿐만 아니라 영국 이외의 나라들에서도 이 〈전원교향곡〉만큼 이해되고 애호받는 음악도 드물다.
본 윌리엄스가 이 〈전원〉을 구상하기 시작한 것은 그가 파리에 참전해 있을 무렵인 1916년의 일이다. 이 작품의 느린악장에서 나타나는 트럼펫의 '군대 나팔 소리'가 아마도 그 직접적인 증거일 것이다. 이러한 전쟁의 이미지를 상징적으로 유츄할 수 있는 것은 이 음악의 외견상 표면적으로 드러나는 고요함의 이면에 흐르는 긴장감, 그리고 전체적인 조용함에 도전하는 갑작스런 강렬한 치솟음 등을 들 수 있다. 일반적으로 하나의 교향곡을 구성함에 있어서 거의 모든 작곡가들이 관심을 기울이는 문제인 템포, 다이내믹스, 그리고 기본 소재 등에 있어서의 대조를 본 윌리엄스가 이 작품에서 거의 도외시하고 있음에도 불구하고, 이 〈전원〉은 드라마틱하다. 동시에 이 작품은 자신의 가장 깊숙한 내면에 던져진 인간이 여러 가지 발견을 하고 자신의 문화적 상처를 딛고 일어서는 그러한 인간상의 표현이기도 하다. 양식적으로 보아서는 문화적 상처를 딛고 일어서는 그러한 인간상의 표현이기도 하다. 양식적으로 보아서는 문화적 상처를 딛고 일어서는 그러한 인간상의 표현이기도 하다. 양식적으로 보아서는 문화적 상처를 딛고 일어서는 그러한 인간상의 표현이기도 하다. 양식적으로 보아서는 문화적 상처를 딛고 일어서는 그러한 인간상의 표현이기도 하다. 양식적으로 보아서는 크게 2가지 특징이 근본적인 중요성을 갖는다. 즉, 극히 제한된 영역 내에서 선법적이고 5음계적 선율의 굽이쳐 흐름이며, 이에 대한 전현적인 예는 피날레 악장의 시작 부분이고, 다른 하나는 선율의 화성적 암시와는 독립적으로 덩어리 화음들을 자유롭게 취급한다는 점이다. 이 곡은 1922년 1월 26일 런던 필하모닉 관현악단에 의해 초연됐다.

## 연주시간
- 약 38분

## 악기편성
플루트3(3번은 피콜로 겸함), 오보에2, 잉글리시 호른, 클라리넷3(3번은 베이스 클라리넷 겸함), 바순3, 호른4, 트럼펫3, 트롬본3, 튜바, 큰북, 심벌즈, 트라이앵글, 하프, 첼레스타, 현5부 (소프라노 독창)

## 구성

### 제1악장
Molto moderato (아주 적당히 빠르게), 바장조. 4/4박자. 먼저 목관의 반주를 카고 콘트라베이스와 하프가 제1주제를 연주한다. 이 주제는 극히 명상적인 성격을 지니고 있어서 이 악장 전체의 석격을 결정한다. 이 주제는 믹솔리디아 선법(Mixolydian mode)으로 되어 있다. 이 주제를 다시 독주 바이올린이 연주하면 오보에가 그것을 모방한다. 다시 제2주제가 잉글리시 호른과 첼로에 의해 도입되면 다른 악기들이 이것을 이어받아 나가고, 그러는 동안 제1주제 또한 여러 가지로 변화되어 각 악기에서 등장한다. 이어 발전부에 해당하는 부분으로 들어가, 독주 바이올린이 제1주제를 발전시킨다. 여기에는 호른, 플루트, 오보에 그리고 하프가 대위선율을 제공한다. 이 부분에서 등장하는 다양한 선율들은 외적 유사성은 거의 없으나 그 근윈에서는 모두 동일한 것으로서 서로 얽혀 클라이맥스를 형성했다가 고요히 사라져 감으로써 악장을 마친다. 따라서 이 악장은 전혀 고전적인 형식의 틀에 맞지 않는 것으로 오히려 그 형식 발생 요인은 거의 모든 것을 함축하고 있다고 말할 수 있는 선율 자체 내에 있다. 그리하여 본 윌리엄스는 자신의 특우한 형식을 선율적 발전 윌리에 입각하여 창출해 낸 것이다.

### 제2악장
Lento moderato (천천히 느리게). 4/3박자. 먼저 호른이 낭만적인 성격의 선율을 시작하면, 현이 이를 이어받아 상행 선율을 계속한다. 이어 독주 비올라와 독주 플루트가 유니즌으로 호른의 주제를 반전시킨다. 여기어서 독특한 '군대 나팔 소리'인 트럼펫의 악구가 전체적인 고요속으로 뛰어들어 온다. 이 악구는 1916년 본 윌리엄스가 프랑스 전선에서 종군하고 있을 무렵에 연습 중이던 나팔수가 옥타브로 취주해야 할 악구를 7도로 불고 있는 것을 들은 것이 힌트가 되어 만들어진 악구라고 전해진다. 이 악구가 트럼펫에 이어 호른으로 다른어진 연후에 클라리넷이 앞서의 호른 주제를 대위법적으로 변주하여 화려하게 연주한다. 이어서 현악의 온음게적 진행과 호른의 악구에 위해 악장을 마친다.

### 제3악장
Moderato pesante (적당히 빠르고 무겁게). 4/3박자. 일종의 부드러운 스케르초에 해당하는 악장이다. 본 윌리엄스 자신은 이 악장을 가리켜 '느린 무곡'이라고 말하고 있다. 주된 주제는 3개로서 모두가 영국 농민들이 무용곡 선율을 암시하는 것들이다. 제1주제는 악장 첫머리 근처에서 나타나며, 트럼펫과 트롬본의 장식을 수반하고 있고, 제2주제는 하프와 현의 반주를 수반한 플루트 독주에 의해 제시되고 나중에는 형을 바꾸어 나타난다. 제3주제는 믹소리다아 선법에 의한 선율로서 트럼펫이 연주한다. 짤막한 코다로 악장을 마친다.

### 제4악장
Finale, Lento (피날레 느리게). 먼저 팀파니의 연타가 악장의 시작을 알리면 그를 배경으로 하여 소프라노 독정이 은은한 칸틸레나(Cantilena)를 가사없이 노래한다. 일반적인 연주에서는 소프라노를 흔히 사용하며, 가수는 보통 무대 뒤에서 노래한다. 독창을 생략한 소규모 편성에서는 이 선율을 제1클라리넷이 연주한다. 이 선율이 사라지면 약음기를 낀 현이 주요 주제를 암시하고 곧 이어 목관, 호른, 하프 등이 주요 주제를 당당하게 제시한다. 이어서 잉글리시 호른이 보다 활달한 주제를 제시하면 독주 바이올린이 이것을 이어받아 한층 더 고조 시킨다. 이어 현과 관이 대화풍으로 〈소녀의 노래〉를 포르티시모(ff)로 연주하여 이 악장의 클라이맥스를 이룬다, 계속하여 소프라노 독창이 〈소녀의 노래〉를 멀리 사라지듯이 부름으로써 전곡을 마무리한다.

## 참고 문헌
- 《교향곡》 음악도서, 삼호출판사(명곡해설편찬위원회: 김방헌, 김정덕, 민경찬, 전지호)